# إد وايت (صحفي)
إد وايت (بالإنجليزية: Ed Wyatt)‏ هو صحفي أمريكي وأسترالي، ولد في 1960.

## وصلات خارجية
- إد وايت على موقع IMDb (الإنجليزية)